# Nyckelart

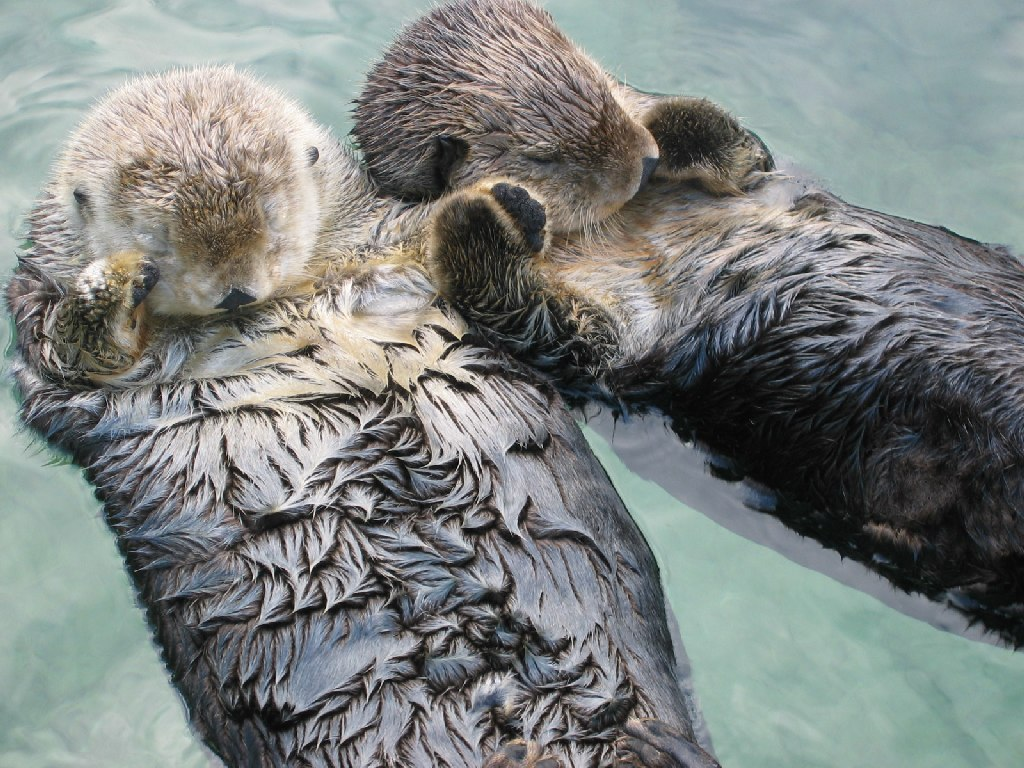
Havsuttrar

En nyckelart (engelska: keystone species) är en art som har stor betydelse för andra arters överlevnad i ett ekosystem. 
Sådana arter påverkar artsammansättning och andra arters abundans i en mycket större omfattning än vad man skulle förvänta sig med tanke på artens biomassa. Några olika typer av nyckelarter är:
- nyckelpredatorer, till exempel havsutter eller varg
- ekosystemingenjörer, till exempel hackspettar och bäver

En nyckelart spelar en roll i ekosystemet som kan jämföras med en nyckelstens (slutstens) roll i en båge. Likadant kan ett ekosystem uppleva en dramatisk förändring om en nyckelart utrotas, även om den arten var en liten del av ekosystemet räknat i biomassa eller produktivitet. Begreppet har kommit att bli ett väldigt populärt koncept inom naturvårdsbiologin.